# Carpí daurat
El carpí daurat o carpí vermell (Carassius auratus) és una espècie de peix cipriniforme de la família dels ciprínids. Són naturals de la Xina i a Catalunya es considera com invasora.
L'any 2018 es van abocar il·legalment més de 4000 exemplars de carpí daurat al pantà de Vallvidrera, acció que en va malmetre greument la diversitat.

## Subespècies
- Carassius auratus argenteaphthalmus (Nguyen, 2001)[4]
- Carassius auratus auratus (Linnaeus, 1758)[5]
- Carassius auratus buergeri (Temminck i Schlegel, 1846)[6]
- Carassius auratus grandoculis (Temminck i Schlegel, 1846)[7]
- Carassius auratus langsdorfii (Temminck i Schlegel, 1846)[8][9]